# Социолингвистика
Социолингвистика је лингвистичка дисциплина која се бави дескриптивним проучавањем утицаја свих аспеката друштвa, укључујући културне норме, очекивања и контекст, на начин употребе језика, као и утицајем језика на друштво. Социолингвистика се разликује од социологије језика по томе што је фокус социологије језика утицај језика на друштво, док се социолингвистика фокусира на утицај друштва на језик. Социолингвистика се у значајној мери преклапа са прагматиком. Историјски је блиско повезана са лингвистичком антропологијом и у последње време је разлика између ова два поља довођена у питање.
Социолингвистика такође проучава како се језички варијетети разликују у зависности од различитих друштвених фактора (нпр. етничка припадност, религија, друштвени статус, пол, ниво образовања, старост...) и како се они користе да разврстају појединце у друштвене и друштвено-економске класе. Као што се употреба језика разликује од места до места, тако се разликује и између различитих друштвених класа, и социолингвистику занимају управо ови социолекти. 
Друштвене аспекте језика су у модерном смислу први проучавали индијски и јапански лингвисти тридесетих година XX века, као и Луј Гошо почетком XX века, али су привукли пажњу Запада тек много касније. Темељ проучавања друштвене мотивације језичке промене била је теорија таласа из касног XIX века. Прва потврђена употреба термина социолингвистика била је у наслову чланка "Социолингвистика у Индији" Томаса Калана Ходсона, објављеног 1939. у часопису Човек у Индији. Социолингвистика се на Западу први пут појавила шездесетих година XX века, предвођена лингвистима као што су Вилијам Лабов у САД и Базил Бернстин у Великој Британији. Вилијам Стјуарт и Хајнц Клос су шездесетих година XX века увели основне појмове за социолингвистичку теорију полицентричних језика, која описује како се стандардни језички варијетети разликују код различитих народа (нпр. амерички/британски/канадски/аустралијски енглески; аустријски/немачки/швајцарски немачки; босански/хрватски/црногорски/српски српскохрватски). 

## Примене социолингвистике
Социолингвиста, на пример, кроз проучавање друштвених ставова може да одреди да се одређени народни говор не може сматрати прикладним у пословном или професионалном контексту. Социолингвисти могу проучавати и граматику, фонетику, вокабулар, као и друге аспекте овог социолекта на сличан начин на који би дијалектолози проучавали неки регионални дијалекат. Проучавање језичке варијације се бави друштвеним ограничењима која одређују језик у контексту. Прекључивање кодова је термин који означава употребу различитих варијетета језика у различитим друштвеним ситуацијама. 
Вилијам Лабов се често сматра оснивачем социолингвистике. Посебно је познат по томе што је увео квантитативно проучавање језичке варијације и промене, чиме је социологија језика постала научна дисциплина. 
Социолингвистика, такође може да проучава постепени прелаз појединачних вредности речи у контексту њихове семантике која се јавља у неким етничким, културним или друштвеним групама. На пример, руски лингвиста А.В. Алтинцев је проучавао семантику речи "љубав" (удмуртски идиом јидиша ליב ) међу Ашкенази Јеврејима из Удмуртије и Татарстана. Успео је да направи градацију значења ове речи и установио је да је концепт љубави постепен прелаз појединачних вредности, где референтна тачка подиже вектор профила "држава – етнички идентитет – породица".